# Sonia Friedman
Sonia Anne Primrose Friedman OBE (Reino Unido, 1965) é uma produtora teatral britânica. Em 2018, apareceu na lista de 100 pessoas mais influentes do ano pela Time.